# Pirjo Häggman
Airi Pirjo Maritta Häggman (née Wilmi le 8 juin 1951 à Sotkamo) est une athlète finlandaise spécialiste du sprint. Elle détient le record de Finlande du relais 4 × 400 mètres avec Marika Eklund, Mona-Lisa Pursiainen et Riitta Salin, en 3 min 25 s 7 réalisés à Rome en 1974. Elle était licenciée à l'HKV et mesurait 1,65 m pour entre 54 et 57 kg.

## Biographie

### Palmarès
| Date | Compétition           | Lieu     | Résultat | Épreuve    | Performance   |
| ---- | --------------------- | -------- | -------- | ---------- | ------------- |
| 1972 | Jeux olympiques d'été | Munich   | 7e       | 4 × 400 m  | 3 min 29 s 4  |
| 1974 | Championnats d'Europe | Rome     | 2e       | 4 × 400 m  | 3 min 25 s 70 |
| 1975 | Universiade d'été     | Rome     | 1re      | 200 mètres | 23 s 38       |
| 1975 | Universiade d'été     | Rome     | 1re      | 400 mètres | 51 s 80       |
| 1976 | Jeux olympiques d'été | Montréal | 4e       | 400 mètres | 50 s 56       |
| 1976 | Jeux olympiques d'été | Montréal | 7e       | 4 × 400 m  | 3 min 25 s 87 |
| 1978 | Championnats d'Europe | Prague   | 7e       | 400 mètres | 52 s 46       |
| 1980 | Jeux olympiques d'été | Moscou   | 7e       | 400 mètres | 51 s 35       |

### Records
| Épreuve    | Performance | Lieu | Date |
| ---------- | ----------- | ---- | ---- |
| 100 mètres | 11 s 72     |      | 1976 |
| 200 mètres | 22 s 96     |      | 1976 |
| 400 mètres | 50 s 56     |      | 1976 |